# Фагат (Јаши)
Фагат (рум. Făgăt) насеље је у Румунији у округу Јаши у општини Котнари. Oпштина се налази на надморској висини од 309 m.

## Становништво
Према подацима из 2002. године у насељу је живело 257 становника, од којих су сви румунске националности.